# Theodor Gille
William Theodor Gille, född 28 september 1816 i Stockholm, död 4 december 1868 i Sundsvall, var en svensk skådespelare och teaterledare. Han var far till Linda Boström.
Theodor Gille var son till juveleraren Jacob Gille och bror till Edvard Gille. Han verkade först vid Pierre Delands teatersällskap 1841–1842 och var därefter engagerad vid Nya teatern i Stockholm 1842–1844 och Kungliga Teatern 1844–1845. Han drev därefter med kortare avbrott eget teatersällskap i landsorten, dels för egen räkning och dels i kompanjonskap med Lars Erik Elfforss. Han var från 1839 gift med skådespelerskan Hedvig Calista Nicolina Söderman.